# Habreuresis
Habreuresis is een geslacht van spinnen uit de familie hangmatspinnen (Linyphiidae). 

## Soorten
De volgende soorten zijn bij het geslacht ingedeeld:
- Habreuresis falcata Millidge, 1991
- Habreuresis recta Millidge, 1991